# سید علی صائب
سید علی صائب سیاست‌مدار ایرانی بود، که در دوره های۲۱، ۲۳ ،۲۴ مجلس شورای ملی بعنوان نماینده اصفهان از استان اصفهان در مجلس شورای ملی حضور داشت.